# Lijst van rivieren in Portugal
Deze lijst van rivieren in Portugal bevat rivieren en zijrivieren op het Portugese vasteland, gerangschikt naar het punt van uitmonding in de Atlantische Oceaan vanaf het noordwesten naar het zuidoosten. Tussen haakjes worden de Portugese gemeentes weergegeven waar de rivier of zijrivier uitmondt of samenvloeit.
- Minho (Caminha), markeert de grens tussen Spanje en Portugal
- Lima (Viana do Castelo)
- Cávado (Esposende)
  - Homem
- Ave (Vila do Conde)
- Douro (Porto)
  - Tâmega (Penafiel)
  - Paiva (Castelo de Paiva)
  - Tua (Carrazeda de Ansiães)
    - Rabaçal (Mirandela)
    - Tuela (Mirandela)

  - Sabor (Torre de Moncorvo)
  - Côa (Vila Nova de Foz Côa)
  - Águeda (Figueira de Castelo Rodrigo)
- Vouga (Aveiro)
- Mondego (Figueira da Foz)
  - Dão (Santa Comba Dão)
  - Alva (Penacova)
- Taag (Lissabon)
  - Sorraia (Alcochete)
    - Divor (Coruche)
    - Raia (Coruche)
    - Sor (Coruche)

  - Zêzere (Constância)
  - Ocreza (Crato)
  - Sever (Nisa)
  - Ponsul (Castelo Branco)
  - Erges (Idanha-a-Nova)
- Sado (Setúbal)
- Mira (Odemira)
- Guadiana (Vila Real de Santo António), markeert de grens tussen Spanje en Portugal
  - Chança (Mértola)
  - Ardila (Moura)
  - Degebe (Portel)
  - Alcarrache (Mourão)
  - Caia (Elvas)